# Danh sách Pokémon thế hệ III

Logo quốc tế của thương hiệu Pokémon

Thế hệ thứ ba (Generation III) của thương hiệu nhượng quyền Pokémon có 135 loài sinh vật hư cấu được giới thiệu cho loạt trò chơi video cốt lõi trong trò chơi Game Boy Advance năm 2002 Pokémon Ruby và Sapphire. Một số Pokémon trong thế hệ này đã được giới thiệu trong bản chuyển thể hoạt hình của thương hiệu nhượng quyền thương mại trước Ruby và Sapphire.
Danh sách sau đây mô tả chi tiết 135 Pokémon thuộc thế hệ III theo thứ tự số National Pokédex. Pokémon đầu tiên, #Treecko, là số 252 và cuối cùng, Deoxys, là số 386. Các hình thức thay thế dẫn đến thay đổi hệ, Tiến hóa Mega và các hình thức khu vực cũng được đưa vào các bảng thế hệ để thuận tiện cho việc tra cứu. Ngoài ra, bạn nên xem trước #Bảng chú thích Loài Pokémon ở dưới đây để thuận tiện nếu bạn muốn tìm những Pokémon khởi đầu, huyền thoại, bí ẩn trong bảng danh sách Pokémon.

## Thiết kế và phát triển
Nintendo Life lưu ý rằng hồi tưởng rằng thế hệ Pokémon thứ ba có "cảm giác" rất khác so với hai thế hệ đi trước bởi vì gần như tất cả 135 Pokémon mới của nó - tiết kiệm cho Ruriri và Sohnano - không liên quan đến thế hệ trước các thế hệ. Không giống như hai thế hệ đầu tiên, hai trong số các Pokemon "khởi đầu" của Ruby và Sapphire có thêm hệ thứ hai ở dạng tiến hóa cuối cùng, cho chúng một phạm vi khả năng rộng hơn. Ruby và Sapphire có hai "Pokémon huyền thoại" - Jirachi và Deoxys - cả hai đều có sẵn để trùng với các bộ phim hoạt hình tương ứng của họ.
Pokémon Ruby và Sapphire đã tăng đáng kể số lượng Pokémon hệ "Bóng tối" và "Thép" trong sê-r, viì chỉ một vài Pokémon trong các thế hệ trước sử dụng các hệ này. Hardcore Gamer cũng lưu ý rằng nhiều Pokémon mới đã sử dụng "hệ đôi", trong đó Pokémon có cả hệ thứ nhất và hệ thứ hai; điều này gần như không phổ biến ở Red và Blue hoặc Gold và Silver.

## Bảng chú thích Loài Pokémon
| Bảng dùng cho tất cả các danh sách Thế hệ ở bên dưới | Bảng dùng cho tất cả các danh sách Thế hệ ở bên dưới | Bảng dùng cho tất cả các danh sách Thế hệ ở bên dưới |
| Mã                                                   | Ý nghĩa                                              | Mô tả |
| ---------------------------------------------------- | ---------------------------------------------------- | --- |
| KĐ                                                   | Pokémon khởi đầu                                     | Pokémon đầu tiên mà người chơi có thể có được trong các trò chơi chính (Trong anime, đây là Pokémon khởi đầu khi đến một vùng nào đó, trừ phần Sun and Moon).                    |
| CĐ                                                   | Pokémon Cổ đại                                       | Pokémon cổ đại chỉ thu được bằng cách hồi sinh hóa thạch. |
| BC                                                   | Pokémon bé con                                       | Pokémon bé con thu được chủ yếu bằng cách nhân giống các dạng tiến hóa của chúng.                                                                                                |
| HT                                                   | Pokémon huyền thoại                                  | Pokémon mạnh mẽ gắn liền với truyền thuyết của thế giới Pokémon. |
| BA                                                   | Pokémon bí ẩn                                        | Pokémon chỉ có thể có được thông qua các sự kiện phân phối (điều này không bao gồm Deoxys, vì trong Pokemon Omega Ruby và Alpha Sapphire, Deoxys có thể bị bắt trong Tập Delta.) |
| UB                                                   | Ultra Beast                                          | Pokémon đến từ không gian khác. (Phần Sun and Moon) |

## Danh sách Pokémon
| Loài | Tên Tiếng Nhật | Tên Tiếng Anh | Số Pokédex Quốc tế | Hệ       | Hệ       | Tiến hóa thành (Tên Tiếng Nhật)   | Xuất hiện lần đầu            |
| Loài | Tên Tiếng Nhật | Tên Tiếng Anh | Số Pokédex Quốc tế | Thứ nhất | Thứ hai  | Tiến hóa thành (Tên Tiếng Nhật)   | Xuất hiện lần đầu            |
| ---- | -------------- | ------------- | ------------------ | -------- | -------- | --------------------------------- | ---------------------------- |
| KĐ   | Kimori         | Treecko       | 252                | Cỏ       | Cỏ       | Juptile (#253)                    | Ruby và Sapphire             |
|      | Juptile        | Grovyle       | 253                | Cỏ       | Cỏ       | Jukain (#254)                     | Ruby và Sapphire             |
|      | Jukain         | Sceptile      | 254                | Cỏ       | Cỏ       | Tiến Hóa Mega                     | Ruby và Sapphire             |
| KĐ   | Achamo         | Torchic       | 255                | Lửa      | Lửa      | Wakasyamo (#256)                  | Ruby và Sapphire             |
|      | Wakasyamo      | Combusken     | 256                | Lửa      | Giác đấu | Bursyamo (#257)                   | Ruby và Sapphire             |
|      | Bursyamo       | Blaziken      | 257                | Lửa      | Giác đấu | Tiến Hóa Mega                     | Ruby và Sapphire             |
| KĐ   | Mizugorou      | Mudkip        | 258                | Nước     | Nước     | Numacraw (#259)                   | Ruby và Sapphire             |
|      | Numacraw       | Marshtomp     | 259                | Nước     | Đất      | Laglarge (#260)                   | Ruby và Sapphire             |
|      | Laglarge       | Swampert      | 260                | Nước     | Đất      | Tiến Hóa Mega                     | Ruby và Sapphire             |
|      | Pochiena       | Poochyena     | 261                | Bóng tối | Bóng tối | Graena (#262)                     | Ruby và Sapphire             |
|      | Graena         | Mightyena     | 262                | Bóng tối | Bóng tối | Không tiến hóa                    | Ruby và Sapphire             |
|      | Jiguzaguma     | Zigzagoon     | 263                | Thường   | Thường   | Massuguma (#264)                  | Ruby và Sapphire             |
|      | Massuguma      | Linoone       | 264                | Thường   | Thường   | Không tiến hóa                    | Ruby và Sapphire             |
|      | Kemusso        | Wurmple       | 265                | Bọ       | Bọ       | Karasalis (#266) Mayuld (#268)    | Ruby và Sapphire             |
|      | Karasalis      | Silcoon       | 266                | Bọ       | Bọ       | Agehunt (#267)                    | Ruby và Sapphire             |
|      | Agehunt        | Beautifly     | 267                | Bọ       | Bay      | Không tiến hóa                    | Ruby và Sapphire             |
|      | Mayuld         | Cascoon       | 268                | Bọ       | Bọ       | Dokucale (#269)                   | Ruby và Sapphire             |
|      | Dokucale       | Dustox        | 269                | Bọ       | Độc      | Không tiến hóa                    | Ruby và Sapphire             |
|      | Hassboh        | Lotad         | 270                | Nước     | Cỏ       | Hasubrero (#271)                  | Ruby và Sapphire             |
|      | Hasubrero      | Lombre        | 271                | Nước     | Cỏ       | Runpappa (#272)                   | Ruby và Sapphire             |
|      | Runpappa       | Ludicolo      | 272                | Nước     | Cỏ       | Không tiến hóa                    | Ruby và Sapphire             |
|      | Taneboh        | Seedot        | 273                | Cỏ       | Cỏ       | Konohana (#274)                   | Ruby và Sapphire             |
|      | Konohana       | Nuzleaf       | 274                | Cỏ       | Bóng tối | Dirteng (#275)                    | Ruby và Sapphire             |
|      | Dirteng        | Shiftry       | 275                | Cỏ       | Bóng tối | Không tiến hóa                    | Ruby và Sapphire             |
|      | Subame         | Taillow       | 276                | Thường   | Bay      | Ohsubame (#277)                   | Ruby và Sapphire             |
|      | Ohsubame       | Swellow       | 277                | Thường   | Bay      | Không tiến hóa                    | Ruby và Sapphire             |
|      | Camome         | Wingull       | 278                | Nước     | Bay      | Pelipper (#279)                   | Ruby và Sapphire             |
|      | Pelipper       | Pelipper      | 279                | Nước     | Bay      | Không tiến hóa                    | Ruby và Sapphire             |
|      | Ralts          | Ralts         | 280                | Tâm linh | Tiên     | Kirlia (#281)                     | Ruby và Sapphire             |
|      | Kirlia         | Kirlia        | 281                | Tâm linh | Tiên     | Gardevoir (#282) Erureido (#475)  | Ruby và Sapphire             |
|      | Sirnight       | Gardevoir     | 282                | Tâm linh | Tiên     | Tiến Hóa Mega                     | Ruby và Sapphire             |
|      | Ametama        | Surskit       | 283                | Bọ       | Nước     | Amemoth (#284)                    | Ruby và Sapphire             |
|      | Amemoth        | Masquerain    | 284                | Bọ       | Bay      | Không tiến hóa                    | Ruby và Sapphire             |
|      | Kinococo       | Shroomish     | 285                | Cỏ       | Cỏ       | Kinogassa (#286)                  | Ruby và Sapphire             |
|      | Kinogassa      | Breloom       | 286                | Cỏ       | Giác đấu | Không tiến hóa                    | Ruby và Sapphire             |
|      | Namakero       | Slakoth       | 287                | Thường   | Thường   | Yarukimono (#288)                 | Ruby và Sapphire             |
|      | Yarukimono     | Vigoroth      | 288                | Thường   | Thường   | Kekking (#289)                    | Ruby và Sapphire             |
|      | Kekking        | Slaking       | 289                | Thường   | Thường   | Không tiến hóa                    | Ruby và Sapphire             |
|      | Tutinin        | Nincada       | 290                | Bọ       | Đất      | Tekkanin (#291) Nukenin (#292)    | Ruby và Sapphire             |
|      | Tekkanin       | Ninjask       | 291                | Bọ       | Bay      | Không tiến hóa                    | Ruby và Sapphire             |
|      | Nukenin        | Shedinja      | 292                | Bọ       | Ma       | Không tiến hóa                    | Ruby và Sapphire             |
|      | Gonyonyo       | Whismur       | 293                | Thường   | Thường   | Dogohmb (#294)                    | Ruby và Sapphire             |
|      | Dogohmb        | Loudred       | 294                | Thường   | Thường   | Bakuong (#295)                    | Ruby và Sapphire             |
|      | Bakuong        | Exploud       | 295                | Thường   | Thường   | Không tiến hóa                    | Ruby và Sapphire             |
|      | Makunoshita    | Makuhita      | 296                | Giác đấu | Giác đấu | Hariteyama (#297)                 | Ruby và Sapphire             |
|      | Hariteyama     | Hariyama      | 297                | Giác đấu | Giác đấu | Không tiến hóa                    | Ruby và Sapphire             |
| BC   | Ruriri         | Azurill       | 298                | Thường   | Tiên     | Marill (#183)                     | Ruby và Sapphire             |
|      | Nosepass       | Nosepass      | 299                | Đá       | Đá       | Dainose (#476)                    | Ruby và Sapphire             |
|      | Eneco          | Skitty        | 300                | Thường   | Thường   | Enekororo (#301)                  | Ruby và Sapphire             |
|      | Enekororo      | Delcatty      | 301                | Thường   | Thường   | Không tiến hóa                    | Ruby và Sapphire             |
|      | Yamirami       | Sableye       | 302                | Bóng tối | Ma       | Tiến Hóa Mega                     | Ruby và Sapphire             |
|      | Kucheat        | Mawile        | 303                | Thép     | Tiên     | Tiến Hóa Mega                     | Ruby và Sapphire             |
|      | Cokodora       | Aron          | 304                | Thép     | Đá       | Kodora (#305)                     | Ruby và Sapphire             |
|      | Kodora         | Lairon        | 305                | Thép     | Đá       | Bossgodora (#306)                 | Ruby và Sapphire             |
|      | Bossgodora     | Aggron        | 306                | Thép     | Đá       | Tiến Hóa Mega                     | Ruby và Sapphire             |
|      | Asanan         | Meditite      | 307                | Giác đấu | Tâm linh | Charem (#308)                     | Ruby và Sapphire             |
|      | Charem         | Medicham      | 308                | Giác đấu | Tâm linh | Tiến Hóa Mega                     | Ruby và Sapphire             |
|      | Rakurai        | Electrike     | 309                | Điện     | Điện     | Livolt (#310)                     | Ruby và Sapphire             |
|      | Livolt         | Manectric     | 310                | Điện     | Điện     | Tiến Hóa Mega                     | Ruby và Sapphire             |
|      | Plusle/Prasle  | Plusle        | 311                | Điện     | Điện     | Không tiến hóa                    | Ruby và Sapphire             |
|      | Minun          | Minun         | 312                | Điện     | Điện     | Không tiến hóa                    | Ruby và Sapphire             |
|      | Barubeat       | Volbeat       | 313                | Bọ       | Bọ       | Không tiến hóa                    | Ruby và Sapphire             |
|      | Illumise       | Illumise      | 314                | Bọ       | Bọ       | Không tiến hóa                    | Ruby và Sapphire             |
|      | Roselia        | Roselia       | 315                | Cỏ       | Độc      | Roserade (#407)                   | Ruby và Sapphire             |
|      | Gokulin        | Gulpin        | 316                | Độc      | Độc      | Marunoom (#317)                   | Ruby và Sapphire             |
|      | Marunoom       | Swalot        | 317                | Độc      | Độc      | Không tiến hóa                    | Ruby và Sapphire             |
|      | Kibanha        | Carvanha      | 318                | Nước     | Bóng tối | Samehader (#319)                  | Ruby và Sapphire             |
|      | Samehader      | Sharpedo      | 319                | Nước     | Bóng tối | Tiến Hóa Mega                     | Ruby và Sapphire             |
|      | Hoeruko        | Wailmer       | 320                | Nước     | Nước     | Whaloh (#321)                     | Ruby và Sapphire             |
|      | Whaloh         | Wailord       | 321                | Nước     | Nước     | Không tiến hóa                    | Ruby và Sapphire             |
|      | Donmel         | Numel         | 322                | Lửa      | Đất      | Bakuuda (#323)                    | Ruby và Sapphire             |
|      | Bakuuda        | Camerupt      | 323                | Lửa      | Đất      | Tiến Hóa Mega                     | Ruby và Sapphire             |
|      | Cotoise        | Torkoal       | 324                | Lửa      | Lửa      | Không tiến hóa                    | Ruby và Sapphire             |
|      | Baneboo        | Spoink        | 325                | Tâm linh | Tâm linh | Grumpig (#326)                    | Ruby và Sapphire             |
|      | Boopig         | Grumpig       | 326                | Tâm linh | Tâm linh | Không tiến hóa                    | Ruby và Sapphire             |
|      | Patcheel       | Spinda        | 327                | Thường   | Thường   | Không tiến hóa                    | Ruby và Sapphire             |
|      | Nuckrar        | Trapinch      | 328                | Đất      | Đất      | Vibrava (#329)                    | Ruby và Sapphire             |
|      | Vibrava        | Vibrava       | 329                | Đất      | Rồng     | Flygon (#330)                     | Ruby và Sapphire             |
|      | Flygon         | Flygon        | 330                | Đất      | Rồng     | Không tiến hóa                    | Ruby và Sapphire             |
|      | Sabonea        | Cacnea        | 331                | Cỏ       | Cỏ       | Noctus (#332)                     | Ruby và Sapphire             |
|      | Noctus         | Cacturne      | 332                | Cỏ       | Bóng tối | Không tiến hóa                    | Ruby và Sapphire             |
|      | Tyltto         | Swablu        | 333                | Thường   | Bay      | Tyltalis (#334)                   | Ruby và Sapphire             |
|      | Tyltalis       | Altaria       | 334                | Rồng     | Bay      | Tiến Hóa Mega                     | Ruby và Sapphire             |
|      | Zangoose       | Zangoose      | 335                | Thường   | Thường   | Không tiến hóa                    | Ruby và Sapphire             |
|      | Habunake       | Seviper       | 336                | Độc      | Độc      | Không tiến hóa                    | Ruby và Sapphire             |
|      | Lunatone       | Lunatone      | 337                | Đá       | Tâm linh | Không tiến hóa                    | Ruby và Sapphire             |
|      | Solrock        | Solrock       | 338                | Đá       | Tâm linh | Không tiến hóa                    | Ruby và Sapphire             |
|      | Dojoach        | Barboach      | 339                | Nước     | Đất      | Namazun (#340)                    | Ruby và Sapphire             |
|      | Namazun        | Whiscash      | 340                | Nước     | Đất      | Không tiến hóa                    | Ruby và Sapphire             |
|      | Heigani        | Corphish      | 341                | Nước     | Nước     | Shizariger (#342)                 | Ruby và Sapphire             |
|      | Shizariger     | Crawdaunt     | 342                | Nước     | Bóng tối | Không tiến hóa                    | Ruby và Sapphire             |
|      | Yajilon        | Baltoy        | 343                | Đất      | Tâm linh | Nendoll (#344)                    | Ruby và Sapphire             |
|      | Nendoll        | Claydol       | 344                | Đất      | Tâm linh | Không tiến hóa                    | Ruby và Sapphire             |
| CĐ   | Lilyla         | Lileep        | 345                | Đá       | Cỏ       | Yuradle (#346)                    | Ruby và Sapphire             |
| CĐ   | Yuradle        | Cradily       | 346                | Đá       | Cỏ       | Không tiến hóa                    | Ruby và Sapphire             |
| CĐ   | Anopth         | Anorith       | 347                | Đá       | Bọ       | Armaldo (#348)                    | Ruby và Sapphire             |
| CĐ   | Armaldo        | Armaldo       | 348                | Đá       | Bọ       | Không tiến hóa                    | Ruby và Sapphire             |
|      | Hinbass        | Feebas        | 349                | Nước     | Nước     | Milokaross (#350)                 | Ruby và Sapphire             |
|      | Milokaross     | Milotic       | 350                | Nước     | Nước     | Không tiến hóa                    | Ruby và Sapphire             |
|      | Powalen        | Castform      | 351                | Thường   | Thường   | Không tiến hóa                    | Ruby và Sapphire             |
| Lửa  | Powalen        | Castform      | 351                |          |          | Không tiến hóa                    | Ruby và Sapphire             |
| Nước | Powalen        | Castform      | 351                |          |          | Không tiến hóa                    | Ruby và Sapphire             |
| Băng | Powalen        | Castform      | 351                |          |          | Không tiến hóa                    | Ruby và Sapphire             |
|      | Kakureon       | Kecleon       | 352                | Thường   | Thường   | Không tiến hóa                    | Ruby và Sapphire             |
|      | Kagebouzu      | Shuppet       | 353                | Ma       | Ma       | Juppeta (#354)                    | Ruby và Sapphire             |
|      | Juppeta        | Banette       | 354                | Ma       | Ma       | Tiến Hóa Mega                     | Ruby và Sapphire             |
|      | Yomawaru       | Duskull       | 355                | Ma       | Ma       | Samayouru (#356)                  | Ruby và Sapphire             |
|      | Samayouru      | Dusclops      | 356                | Ma       | Ma       | Yonoir (#477)                     | Ruby và Sapphire             |
|      | Tropius        | Tropius       | 357                | Cỏ       | Bay      | Không tiến hóa                    | Ruby và Sapphire             |
|      | Chirean        | Chimecho      | 358                | Tâm linh | Tâm linh | Không tiến hóa                    | Ruby và Sapphire             |
|      | Absol          | Absol         | 359                | Bóng tối | Bóng tối | Tiến Hóa Mega                     | Ruby và Sapphire             |
| BC   | Sohnano        | Wynaut        | 360                | Tâm linh | Tâm linh | Sonans (#202)                     | Ruby và Sapphire             |
|      | Yukiwarashi    | Snorunt       | 361                | Băng     | Băng     | Onigohri (#362) Yukimenoko (#478) | Ruby và Sapphire             |
|      | Onigohri       | Glalie        | 362                | Băng     | Băng     | Tiến Hóa Mega                     | Ruby và Sapphire             |
|      | Tamazarashi    | Spheal        | 363                | Băng     | Nước     | Todoggler (#364)                  | Ruby và Sapphire             |
|      | Todoggler      | Sealeo        | 364                | Băng     | Nước     | Todoseruga (#365)                 | Ruby và Sapphire             |
|      | Todoseruga     | Walrein       | 365                | Băng     | Nước     | Không tiến hóa                    | Ruby và Sapphire             |
|      | Pearlulu       | Clamperl      | 366                | Nước     | Nước     | Huntail (#367) Sakurabyss (#368)  | Ruby và Sapphire             |
|      | Huntail        | Huntail       | 367                | Nước     | Nước     | Không tiến hóa                    | Ruby và Sapphire             |
|      | Sakurabyss     | Gorebyss      | 368                | Nước     | Nước     | Không tiến hóa                    | Ruby và Sapphire             |
|      | Glanth         | Relicanth     | 369                | Nước     | Đá       | Không tiến hóa                    | Ruby và Sapphire             |
|      | Lovecus        | Luvdisc       | 370                | Nước     | Nước     | Không tiến hóa                    | Ruby và Sapphire             |
|      | Tatsubay       | Bagon         | 371                | Rồng     | Rồng     | Komoruu (#372)                    | Ruby và Sapphire             |
|      | Komoruu        | Shelgon       | 372                | Rồng     | Rồng     | Bohmander (#373)                  | Ruby và Sapphire             |
|      | Bohmander      | Salamence     | 373                | Rồng     | Bay      | Tiến Hóa Mega                     | Ruby và Sapphire             |
|      | Dumbber        | Beldum        | 374                | Thép     | Tâm linh | Metang (#375)                     | Ruby và Sapphire             |
|      | Metang         | Metang        | 375                | Thép     | Tâm linh | Metagross (#376)                  | Ruby và Sapphire             |
|      | Metagross      | Metagross     | 376                | Thép     | Tâm linh | Tiến Hóa Mega                     | Ruby và Sapphire             |
| HT   | Regirock       | Regirock      | 377                | Đá       | Đá       | Không tiến hóa                    | Ruby và Sapphire             |
| HT   | Regice         | Regice        | 378                | Băng     | Băng     | Không tiến hóa                    | Ruby và Sapphire             |
| HT   | Registeel      | Registeel     | 379                | Thép     | Thép     | Không tiến hóa                    | Ruby và Sapphire             |
| HT   | Latias         | Latias        | 380                | Rồng     | Tâm linh | Tiến Hóa Mega                     | Ruby và Sapphire             |
| HT   | Latios         | Latios        | 381                | Rồng     | Tâm linh | Tiến Hóa Mega                     | Ruby và Sapphire             |
| HT   | Kaiorga/Kyogre | Kyogre        | 382                | Nước     | Nước     | Không tiến hóa                    | Ruby và Sapphire             |
| HT   | Kaiorga/Kyogre | Kyogre        | 382                | Nước     | Nước     | Không tiến hóa                    | Omega Ruby và Alpha Sapphire |
| HT   | Groudon        | Groudon       | 383                | Đất      | Đất      | Không tiến hóa                    | Ruby và Sapphire             |
| HT   | Groudon        | Groudon       | 383                | Đất      | Lửa      | Không tiến hóa                    | Omega Ruby và Alpha Sapphire |
| HT   | Rayquaza       | Rayquaza      | 384                | Rồng     | Bay      | Tiến Hóa Mega                     | Ruby và Sapphire             |
| BA   | Jirachi        | Jirachi       | 385                | Thép     | Tâm linh | Không tiến hóa                    | Ruby và Sapphire             |
| BA   | Deoxys         | Deoxys        | 386                | Tâm linh | Tâm linh | Không tiến hóa                    | Ruby và Sapphire             |

### Hình dạng Mega
| Loài | Tên Tiếng Nhật  | Tên Tiếng Anh  | Số National Pokédex | Hệ       | Hệ       | Tiến hóa thành (Tên Tiếng Nhật) | Xuất hiện lần đầu            |
| Loài | Tên Tiếng Nhật  | Tên Tiếng Anh  | Số National Pokédex | Thứ nhất | Thứ hai  | Tiến hóa thành (Tên Tiếng Nhật) | Xuất hiện lần đầu            |
| ---- | --------------- | -------------- | ------------------- | -------- | -------- | ------------------------------- | ---------------------------- |
|      | Mega Jukain     | Mega Sceptile  | 254                 | Cỏ       | Rồng     | Không tiến hóa                  | Omega Ruby và Alpha Sapphire |
|      | Mega Bursyamo   | Mega Blaziken  | 257                 | Lửa      | Giác đấu | Không tiến hóa                  | X và Y                       |
|      | Mega Laglarge   | Mega Swampert  | 260                 | Nước     | Đất      | Không tiến hóa                  | Omega Ruby và Alpha Sapphire |
|      | Mega Sirnight   | Mega Gardevoir | 282                 | Tâm linh | Tiên     | Không tiến hóa                  | X và Y                       |
|      | Mega Yamirami   | Mega Sableye   | 302                 | Bóng tối | Ma       | Không tiến hóa                  | Omega Ruby và Alpha Sapphire |
|      | Mega Kucheat    | Mega Mawile    | 303                 | Thép     | Tiên     | Không tiến hóa                  | X và Y                       |
|      | Mega Bossgodora | Mega Aggron    | 306                 | Thép     | Thép     | Không tiến hóa                  | X và Y                       |
|      | Mega Charem     | Mega Medicham  | 308                 | Giác đấu | Tâm linh | Không tiến hóa                  | X và Y                       |
|      | Mega Livolt     | Mega Manectric | 310                 | Điện     | Điện     | Không tiến hóa                  | X và Y                       |
|      | Mega Samehader  | Mega Sharpedo  | 319                 | Nước     | Bóng tối | Không tiến hóa                  | Omega Ruby và Alpha Sapphire |
|      | Mega Bakuuda    | Mega Camerupt  | 323                 | Lửa      | Đất      | Không tiến hóa                  | Omega Ruby và Alpha Sapphire |
|      | Mega Tyltalis   | Mega Altaria   | 334                 | Rồng     | Tiên     | Không tiến hóa                  | Omega Ruby và Alpha Sapphire |
|      | Mega Juppeta    | Mega Banette   | 354                 | Ma       | Ma       | Không tiến hóa                  | X và Y                       |
|      | Mega Absol      | Mega Absol     | 359                 | Bóng tối | Bóng tối | Không tiến hóa                  | X và Y                       |
|      | Mega Onigohri   | Mega Glalie    | 362                 | Băng     | Băng     | Không tiến hóa                  | Omega Ruby và Alpha Sapphire |
|      | Mega Bohmander  | Mega Salamence | 373                 | Rồng     | Bay      | Không tiến hóa                  | Omega Ruby và Alpha Sapphire |
|      | Mega Metagross  | Mega Metagross | 376                 | Thép     | Tâm linh | Không tiến hóa                  | Omega Ruby và Alpha Sapphire |
| HT   | Mega Latias     | Mega Latias    | 380                 | Rồng     | Tâm linh | Không tiến hóa                  | Omega Ruby và Alpha Sapphire |
| HT   | Mega Latios     | Mega Latios    | 381                 | Rồng     | Tâm linh | Không tiến hóa                  | Omega Ruby và Alpha Sapphire |
| HT   | Mega Rayquaza   | Mega Rayquaza  | 384                 | Rồng     | Bay      | Không tiến hóa                  | Omega Ruby và Alpha Sapphire |